# Lausitzer Braunkohle AG
Die Lausitzer Braunkohle AG (kurz LAUBAG) war ein Braunkohlenbergbauunternehmen mit Sitz in Senftenberg in Brandenburg.

## Geschichte
1990 entstand die Lausitzer Braunkohle AG durch Privatisierung aus dem VEB Braunkohlenkombinat Senftenberg (BKK Senftenberg). Im Jahr 1993 ging ein weiteres Unternehmen des Lausitzer Braunkohlenbergbaues, die Energiewerke Schwarze Pumpe Aktiengesellschaft (ESPAG), bis 1990 VE Gaskombinat Schwarze Pumpe, durch Verschmelzung in der LAUBAG auf.
Im Jahr 1994 wurde die LAUBAG durch die Treuhandanstalt für 2,1 Milliarden DM an ein Konsortium verkauft. An diesem waren die Rheinbraun AG mit 39,5 %, die PreussenElektra AG mit 30,0 %, die Bayernwerk AG mit 15 %, die RWE Energie AG mit 5,5 % sowie das Badenwerk, die Berliner Städtische Elektrizitätswerke AG (BEWAG), die Energie-Versorgung Schwaben (EVS), die Hamburgischen Electricitäts-Werke (HEW) und die Vereinigte Elektrizitätswerke Westfalen (VEW) mit je 2 % beteiligt.
Für die Abwicklung der Altlasten des BKK Senftenberg wurde die Lausitzer Bergbau-Verwaltungsgesellschaft (LBV) gegründet, die später in der Lausitzer und Mitteldeutschen Bergbau-Verwaltungsgesellschaft (LMBV) aufging.
Aufgrund von Auflagen der  Europäischen Wettbewerbskommission bezüglich der Fusion von VEBA (Preussen-Elektra) und VIAG (Bayernwerk) zur E.ON sowie des Bundeskartellamtes zur Verschmelzung von RWE und VEW mussten sich die Hauptanteilseigner von der LAUBAG trennen. Im Jahr 2001 erwarben daher die HEW, seit 2000 eine Tochtergesellschaft von Vattenfall, die Aktienmehrheit an der LAUBAG. EON und RWE erzielten für ihre Anteile an der LAUBAG und der Vereinigte Energiewerke AG (VEAG) einen Erlös von 2,9 Milliarden DM. Im September 2002 wurde die LAUBAG mit den Unternehmen HEW, VEAG und BEWAG in der neuen Gesellschaft Vattenfall Europe zusammengefasst. Die Lausitzer Braunkohle AG wird als Vattenfall Europe Mining AG weitergeführt. 2016 gab Vattenfall bekannt, die Braunkohlesparte in Deutschland zu verkaufen. Im Zuge des Verkaufs an EPH wurde die Vattenfall Europe Mining AG unter der Marke LEAG als Lausitz Energie Bergbau AG weitergeführt.

## Daten
Im Jahr 1999 lieferte die LAUBAG 90 % ihrer Jahresförderung von 47 Millionen Tonnen Braunkohle an die VEAG zur Verstromung. Der Umsatz betrug dabei 1,4 Milliarden DM, rund 6000 Bergleute waren beschäftigt. Im Jahr 1993 waren es noch 11.000 Kumpel, vor der Wende 25.000.
Zur LAUBAG gehörten unter anderem die fünf Tagebaue Jänschwalde, Cottbus-Nord, Welzow-Süd, Nochten und Reichwalde sowie die Brikettfabrik Schwarze Pumpe-Mitte.